# Stapelia flavopurpurea
Stapelia flavopurpurea ist eine Pflanzenart aus der Unterfamilie der Seidenpflanzengewächse (Asclepiadoideae). Ihr Verbreitungsgebiet im Südlichen Afrika umfasst Namibia, Botswana und der Republik Südafrika.

## Beschreibung

### Vegetative Merkmale
Stapelia flavopurpurea wächst als ausdauernde sukkulente Pflanze und bildet niedrige klumpenartige Wuchsformen. Die stammsukkulenten Sprossachsen sind bis etwa 10 cm lang/hoch und im Querschnitt vierrippig mit einem Durchmesser von etwa 1 Zentimeter. Exemplare an idealen Standorten können auch deutlich größer werden. Die Seiten der Sprossachsen sind flach oder leicht konkav gewölbt. Die Warzen sind undeutlich, die Blättchen hinfällig. Die blassen Nebenblattrudimente sind stumpf.

### Generative Merkmale
Die Blüten stehen meist einzeln, oder der Blütenstand ist wenigblütig und sind regellos verteilt. Die Blüten weisen nach außen. Der Blütenstiel bzw. Blütenstandsstiel ist kräftig und erreicht eine Länge von etwa 3 Zentimeter (selten auch mehr).
Die Blüten von Stapelia flavopurpurea sind kleiner als die der meisten anderen Stapelia-Arten und ihnen fehlt der unangenehme Geruch, der sonst so typisch für diese Gattung ist. Die zwittrigen Blüten sind radiärsymmetrisch, fünfzählig und flach ausgebreitet mit einem Durchmesser von 3 bis 4 Zentimeter.
Die fünf Kronblätter sind basal verwachsen, der zentrale Teil trichterförmig. Ein breiter Ring um die zentrale Vertiefung der Krone bis zum Ansatz der Kronzipfel ist stark behaart. Die keuligen Haare (Trichome) sind weiß bis dunkel purpurrot. Die lanzettlichen Kronblattzipfel messen 1,3 bis 1,6 Zentimeter in der Länge. Die Ränder sind stark nach außen gebogen. Sie sind außen kahl oder nur schwach mit flaumigen Haaren besetzt. Innen weisen sie überwiegend quer zur Längsachse verlaufende Runzeln auf. Die Runzeln sind oft fein aufgeraut. Die Krone ist außen blassgelb, innen grün, gelb, braun oder rot.
Die Nebenkrone ist weißlich. Die interstaminalen Nebenkronblattzipfel sind 3 Millimeter lang, annähernd rechteckig mit deutlicher Spitze oder auch etwas eingekerbt. Sie sehen aufrecht, die Seiten sind einwärts gebogen. Die staminalen Nebenkronblattzipfel sind 6 Millimeter lang, an der Basis eiförmig, zur Spitze hin pfriemlich oder fadenförmig. Sie stehen aufrecht, laufen zusammen und biegen dann nach außen ab. Die Spitzen sind keulenförmig. Die halbmondförmigen Pollinien messen 0,7 × 0,3 Millimeter.

### Chromosomenzahl
Die Chromosomenzahl beträgt 2n = 22.

## Vorkommen
Die nicht sehr häufige, aber weit verbreitete Stapelia flavopurpurea kommt in Namibia, Botswana und in Südafrika (westliche Karoo bis Nordkap-Provinz) vor. Sie gedeiht zwischen Steinen an der Basis von Sträuchern.

## Synökologie
Die Blüten von Stapelia flavopurpurea riechen je nach Farbe etwas unterschiedlich. Während die rötlichen Formen wie die meisten anderen Arten der Gattung Stapelia leicht nach Aas riechen, besitzen die grünlichen bis gelblichen Blüten eher einen fruchtig-süßlichen Geruch. Auch die rötlichen Formen weisen neben der übelriechenden noch eine fruchtig-süßlich riechende Komponente auf. Zwar werden durch die übelriechenden rötlichen Blüten immer noch einige große (Aas-)Fliegen angelockt, die Mehrzahl der angelockten potentiellen Bestäuber sind jedoch kleine Fliegen der Familien Taufliegen (Drosophilidae) und Nistfliegen (Milichiidae). Die Blüten verströmen einen Duft, der wie eine überreife Orange oder Ananas riecht. Taufliegen ernähren sich einerseits von gärenden Pflanzenstoffen, andererseits legen sie auf solchen Pflanzenbestandteilen auch die Eier ab. Stapelia flavopurpurea täuscht also eine potentielle Nahrungsquelle und einen geeigneten Platz für die Eiablage vor („Fliegen-Täuschblume“). Die Pollinien von Stapelia flavopurpurea sind viel kleiner als bei anderen Stapelia-Arten und können damit auch durch diese kleinen Fliegen losgerissen und zu einer anderen Blüte transportiert werden.

## Systematik
Die Erstbeschreibung von Stapelia flavopurpurea erfolgte 1907 durch Rudolf Marloth im Band 18 der Transactions of the South African Philosophical Society, auf S. 48, Tafel 5, Figur 1. Das Artepitheton flavopurpurea spielt auf die rötliche Blütenfarbe, die die eine Form dieser Art ausbildet, an.

## Belege